# Nuhu Ribadu
Nuhu Ribadu (né le 11 novembre 1960) est un fonctionnaire du gouvernement nigérian. Il est l'ancien responsable de la Commission nigériane contre les délits économiques et financiers (EFCC).

## Éducation
Ribadu étudie le droit à l'Université Ahmadu Bello à Zaria, dans l'État de Kaduna de 1980 à 1983. Il a reçu un diplôme de Bachelor of Laws. Après une année à la Nigerian Law School, Ribadu est appelé au barreau en 1984.  Il a aussi reçu un diplôme de Master of Laws de la même université.

## EFCC
Le prédident du Nigéria Olusegun Obasanjo l'a nommé directeur de l'EFCC en 2003. Il a été reconduit en 2007 et promu comme Assistant Inspector General of Police. En décembre 2007, Mike Okiro, Inspecteur général de la police (Inspector-General of Police), déclara que Nuhu Ribadu laisserait son poste de directeur de l'EFCC pour une année de formation.

## Récompense internationale
Le 15 avril 2008, Nuhu Ribadu reçoit le Jit Gill Memorial Award for Outstanding Public Service 2008 de la banque mondiale pour avoir combattu courageusement la corruption au Nigeria à la tête de l'EFCC.